# Châtiment
Pour les articles homonymes, voir Châtiment (homonymie).

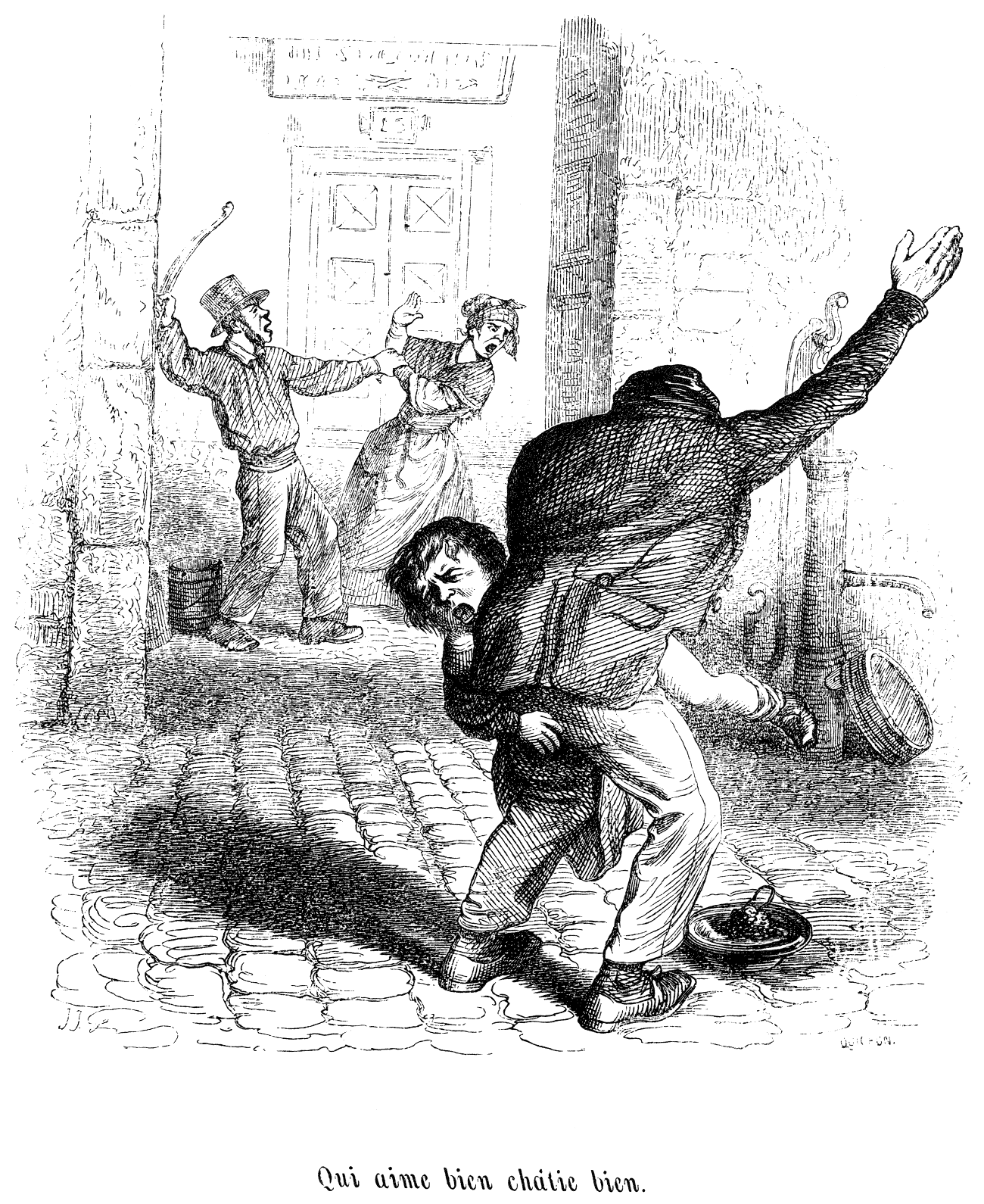
Illustration du proverbe « Qui aime bien châtie bien » de Grandville.

Un châtiment est un traitement violent qui est infligé en réponse à un acte ou une attitude considérée comme répréhensible, immorale ou déplacée. Il consiste à imposer quelque chose de désagréable à une personne, dans le but de lui faire craindre le châtiment infligé pour la dissuader de conserver ce type d'attitude.
Il est infligé par l'autorité supérieure à l'égard de ceux qu'elle gouverne. Par exemple, un État avec ses citoyens, une armée avec ses prisonniers, un employeur avec ses employés, un enseignant avec ses élèves, un parent avec ses enfants ou un maître avec son animal de compagnie.

## Motivations
Le châtiment (ou juridiquement la sanction) est motivé soit par le désir d'enseigner par la contrainte soit par la volonté de punir. La première motivation est illustrée par l'adage de la langue latine  «Qui bene amat, bene castigat», puis repris par la langue française « Qui aime bien, châtie bien ». La seconde explique les décisions de condamner un coupable à la peine de mort.

## La Théorie Humanitaire du Châtiment
En 1970, C. S. Lewis publie une La Théorie Humanitaire du Châtiment dans son ouvrage Dieu au banc des accusés (God in the Dock), 1970 (paru en France en 1982). Selon la théorie, punir un homme parce qu’il le mérite, et autant qu’il le mérite, est simplement de la vengeance, et par conséquent barbare et immoral. Les seuls motifs légitimes pour punir sont le désir de dissuader par l’exemple ou de corriger le criminel. C.S Lewis explique pourquoi cette théorie en apparence miséricordieuse dissimule en fait la possibilité d’une cruauté et d’une injustice sans fin .

## Châtiment corporel et châtiment moral
Il en existe deux grandes familles : corporel et moral. Le premier consiste à marquer le corps du châtié ; le second à placer le châtié dans une situation psychologiquement pénible.
Le premier peut être une simple marque sans conséquence à long terme telle qu'une gifle, mais peut aller jusqu'à l'exécution d'une peine de mort, parfois accompagné d'un supplice en public.
De même, le second peut être une privation légère ou une humiliation grave, par exemple l'obligation pour un prisonnier d'effectuer des actes interdits par sa religion.

## Une marque de culture

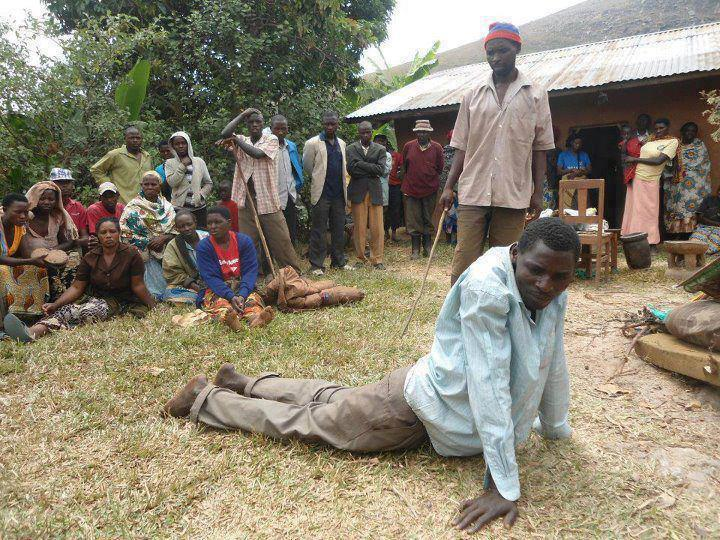
Châtiment corporel public infligé à un homme pour sa mauvaise conduite, dans un village d'Ouganda.

La perception du châtiment par un groupe social est directement liée à la perception que ce groupe a de la faute, de sa prévention, voire sa réparation. Le châtiment est généralement gradué en fonction de la faute. C'est cette graduation qui varie selon les cultures et les époques. Le châtiment est compris de manière différente par les cultures judéo-chrétiennes, arabes et asiatiques. Au sein de la religion chrétienne il arrive que le niveau de châtiment, pour une même faute, diffère entre catholique et protestant. En Occident, le châtiment a évolué de l'Antiquité au XXIe siècle.
L'Antiquité voit la peine réflexive (en) souvent utilisée (coupable puni par un châtiment corporel par là même où il a fauté afin d'empêcher la récidive) : les condamnés comme incendiaires sont brûlés vifs, les voleurs ou ceux qui portent des coups ont la main coupée, le blasphémateur ou celui qui commet le crime de lèse-majesté par la parole a la langue coupée, les récidivistes ont l'essorillement, ablation totale ou partielle de l'oreille.
Au Moyen Âge, la torture est aussi bien utilisée en tant que châtiment que pour obtenir des aveux. À partir du XIIIe siècle, la prison en tant que châtiment répressif et « thérapeutique » se développe par les lois séculières (roi, villes qui prescrivent l'enfermement dans les prisons laïques, de la geôle au cul-de-basse-fosse) mais aussi par le droit canon (enfermement dans les monastères), l'Église romaine n'ayant pas le droit de prononcer des peines capitales.
Dans Des délits et des peines publié en 1764, Cesare Beccaria fonde le droit pénal moderne en privilégiant la proportionnalité de la peine au délit. Il juge « barbare » la pratique de la torture et la peine de mort, et recommande de prévenir le crime plutôt que de le réprimer, amorçant ainsi le premier mouvement abolitionniste. Pour les petits délits et contraventions, il recommande le système des amendes à la place des châtiments.